# Megophrys acuta
Megophrys acuta (лат.) — вид лягушек из рода рогатых чесночниц, открытый в 2014 году, и обитающий в заповеднике Qixing из провинции Гуандун. Был описан по 14 собранным образцам. Видовой эпитет acuta — это латинское прилагательное (заостренный, острый), относящееся к заостренной и заостренной морде.

## Описание
Megophrys acuta характеризуется сочетанием следующих признаков:
- Стройный и мелкий вид с длиной тела от рыла до анального отверстия у взрослых самок 28,1-33,6 мм,  и 27,1-33,0 мм у взрослых самцов;
- Ширина головы немного больше длины головы; морда заметно заострена на спине; вид сильно выпуклый, в профиль наклонен назад ко рту, значительно выступает за край нижней челюсти;
- Морда заметно заострена при виде сверху. Вид сильно выпуклый, в профиль наклонен назад ко рту, значительно выступает за край нижней челюсти;
- Ростральный угол глазной щели хорошо развит;
- Барабанная перепонка большая и отчетливая;
- нет сошников;
- край языка гладкий, сзади не выемчатый;
- Пятки не сходятся;
- Тибио-тарзальное сочленение достигает зрачка вперед;
- Голень относительно короткая, 0,38-0,45 SVL;
- Относительная длина пальца I < II ≤ IV < III;
- Пальцы со слабыми боковыми бахромами и мясистой перепонкой у их основания;
- Отчетливый подсуставной бугорок у основания каждого пальца; кожа спины гладкая с рассеянными зернышками и несколькими бугорками, некоторые из которых образуют Х-образный гребень и два прерывистых дорсолатеральных гребня по обе стороны от Х-образных гребней на задней части туловища;
- Роговидный, заметно выступающий бугорок на краю века;
- Спинная поверхность коричневая, с неполным темным треугольником между глазами и прямоугольным тёмным пятном по центру задней части туловища;
- предплечье с отчетливой черной поперечной полосой;
- Задние конечности с 3-5 неполными черными поперечными перевязями;
- Брачные подушечки слабые, у взрослых самцов брачные шипы отсутствуют;
- Одиночный голосовой мешок у самцов;
- Беременные самки несут чистые желтоватые ооциты.

Длина тела самца 32.2 мм. Длина головы больше, чем её ширина; соотношение длины и ширины головы 1,07 мм; морда заостренная сверху, сильно выступающий, наклоненный назад ко рту в профиль, далеко выдающийся за край нижней челюсти; макушка плоская; глаз большой, глаз 35 % от длины головы, зрачок вертикальный; ноздря косояйцевидная с низким кожным лоскутом латерально; кантус ростралис острый, хорошо развитый; лореальная область вертикальная, не вогнутая; внутреннее расстояние больше, чем межглазничное расстояние; барабанная перепонка большая, отчетливо видна, отношение TMP/EYE 0,68; расстояние между барабанной перепонкой и глазом маленькое 1,6 мм, отношение TEY/TMP 0,64; хоаны крупные, яйцевидные у основания максилл; два сошниковых валика слабые, нет сошники; край языка ровный, сзади не выемчатый.
Передние конечности умеренно тонкие; длина лучелоктевой кости 25 % от длины от рыла до отверстия, руки без перепонки, умеренно длиннее, длина кисти 24 % от длины от рыла до отверстия; пальцы тонкие, без латеральной каймы, относительная длина пальцев I < II ≤ IV < III; советы пальцы круглые, слегка расширенные; большой подсуставной бугорок у основания каждого пальца; большой палец со слабой брачной подушечкой, и без брачных колючек; два пястных бугорка хорошо развиты, внутренний значительно увеличен. Задние конечности умеренный, слегка крепкий; большеберцово-тарзальное сочленение достигает зрачка вперед, когда задняя конечность вытянута вдоль тела; пятки не встречаются, когда согнутые задние конечности удерживаются под прямым углом к телу ось; длина голени 42 % от длины от рыла до отверстия; длина стопы 55 % от длины от рыла до отверстия; относительная длина пальцев I < II < V < III < IV;
пальцы округлые, слегка расширенные; пальцы с мясистой перепонкой у основания; подсуставные бугорки отсутствуют; боковые полосы слабый; имеется наружная тарзальная складка; внутренний плюсневой бугорок длинный эллипсовидный; наружный плюсневой бугорок отсутствует.
Кожа на всех верхних поверхностях гладкая, с рассеянными гранулами и несколькими бугорками, некоторые из которых расположены в виде Х-образный гребень на спине и два прерывистых дорсолатеральных параллельных гребня по обе стороны от Х-образного гребня; а роговидный бугорок у края века заметно выступает; надбарабанная складка отчетливая, изогнутая задне-вентрально от заднего угла глаза до уровня выше места прикрепления руки; несколько бугорков, разбросанных по бока и на тыльной поверхности бедер и предплечий; брюшная поверхность гладкая, с мелкими зернышками на горле и грудь сзади тяжелая, покрытая пустулами и мелкими зернышками на животе, вентральной стороне и задней части бедер; внешний тарзальная складка с несколькими крупными пустулами; область вокруг клоаки гладкая, с рассеянными зернышками; грудная железа крупные, округлые, заметно приподняты над вентральной поверхностью, ближе к подмышечным впадинам, чем к средней вентральной линии; один большой бедренная железа на задней поверхности бедра, две маленькие губные железы на передней части нижней челюсти; клоакальное отверстие не изменено, направлено назад, на верхний уровень бедер. Длина головы 10,5 мм, ширина 11,2 мм; длина рыла 4,4 мм. Интерназальная дистанция 3,5 мм. Глаз 3,7 мм. Барабанная перепонка 2,5 мм. Дистанция между глазом и барабанной перепонкой 1,6 мм. Лучелоктевая длина 8,2 мм, длина стопы 17,8 мм. Длина тибии 13,4 мм.

### Расцветка в жизни
Сверху красно-коричневый, с рассеянными черными пятнами; незавершенный тёмный треугольник между глазами; Х-образная темная отметина вдоль Х-образного гребня, в области пересечения которого становится отчетливой, темной продолговатой формы; предплечье с отчетливой черной косой полосой; тыльная сторона II и III пальцев чернить; задние конечности с черными пятнами, образующими три ломаные черные поперечные полосы; кончик рыла темно-коричневый; темный коричневая вертикальная полоса под глазом; надбарабанная складка светлая; роговидные, заметно выступающие белые бугорки. Нижняя губа темно-коричневая с белыми поперечными полосами. Брюшная поверхность красновато-коричневая; продольная темно-коричневая полоса вниз по центру горла и груди; центральная область заднего брюшка с черно-белыми пятнами, два
широкие серо-коричневые пятна с черной каймой по бокам брюха; брюшная поверхность конечностей мраморно-белая на
темно коричневый; наружная тарзальная складка светло-коричневая; ладони и подошвы темно-коричневые, внутренний плюсневой бугорок и наружный пястные бугорки оранжево-красные, кончики пальцев красноватые; грудные железы белые; бедренные железы белые. Зрачок черный; радужка коричневая с черными тонкими линиями.

### Расцветка после фиксации
Красно-коричневый цвет переходит в серовато-коричневый на спинной поверхности, рассеянный черный. пятна; серо-черный треугольник между глазами и Х-образная отметина становятся более отчетливыми; вентральная поверхность обесцвечена
цвет: оранжевый блёклый, нижний основной цвет серо-буроватый с мелкими темными пятнами, пятнами и продольной, темной, коричневой полосой.

### Вариация
Все 14 экземпляров (десять самцов, три самки, одна молодь) были очень сходны по морфологии и окраске.
У особей женского пола (SYS а000168, 0187 и 0521) морда слегка заострена; роговидные конические бугорки на
края век были относительно выпуклыми; черные поперечные полосы на спине задних конеч ттенком; его размер тела небольшой, 17,6
мм в длину от носа до отверстия.

### Вторичные половые признаки
У Megophrys acuta нет явных различий в размерах тела между
самцами (30,9±1,87, 27,1-33,0 мм, N=10) и самками (31,6±2,56, 28,1-33,6 мм, N=4); взрослые самцы имеют единственный подгулярный голосовой мешок и слабые брачные подушечки, отсутствие брачных шипов.

### Звуки
Были записаны крики самца голотипа SYS a002267 с берега ручья, а температура окружающего воздуха 26,9°С. Определяется непрерывная вокализация с паузами менее одной секунды в виде строфы. Одна строфа состоит из ряда слогов
импульсной конструкции. Крик состоит из нескольких строф продолжительностью 3,440-4,649 с (в среднем 4,202 ± 0,460, N = 4).
В каждой строфе 7-9 слогов (в среднем 8,250 ± 0,829, N = 5). Каждый слог имеет длительность 0,106-0,172 с.
(в среднем 0,136 ± 0,012, N = 33). Интервал между слогами имеет продолжительность 0,335-0,747 с (в среднем 0,425 ± 0,092,
N = 29). Слоги повторяются сериями со скоростью 1,87-2,04 раза (в среднем 1,967 ± 0,066, N = 4) в секунду. Слоговые интервалы постепенно увеличиваются от начала к концу каждой строфы. Амплитудная модуляция в пределах
слогов неявно, лишь слегка увеличивается до максимума примерно на средний слог. Звонки имеют
широкий диапазон частот 1400-6700 кГц. Взрослые самцы кричат ночью и днем в течение всего года.

### Сравнения
M. acuta является сестринским таксоном Megophrys brachykolos на нашем филогенетическом дереве и отличается от последнего (в скобка) заостренным (против почти усеченного) рылом; внутренний пястный бугорок, наружный пястный бугорок и внутренняя плюсневая кость оранжево-красная, кончики пальцев бледно-серые с розоватым оттенком (по сравнению со всеми бледно-серыми); подсуставные бугорки отсутствуют (по сравнению с настоящим); область вокруг клоаки гладкая, с разбросанными мелкими гранулами (против тяжелых бугорков, по одному на каждом сторона клоаки большая, заостренная); роговидные бугорки немного большие, заметно выступающие у края верхних век (vs.
небольшой); присутствуют боковые полосы (отсутствуют); брачные шипы отсутствуют у взрослых самцов (по сравнению с наличием).
М. острая зр. ноябрь отличается от M. kuatunensis и M. minor, которые, как сообщается, встречаются в Хэйшидин.
Природный заповедник (в скобках) заостренной мордой (против тупо закругленной); роговидные бугорки слегка крупные,
заметно выступающие края верхних век (по сравнению с маленькими, нечеткими); край языка без надрезов (по сравнению с надрезами);
брачные шипы отсутствуют у взрослых самцов (по сравнению с наличием). Далее, новый вид отличается от M. kuatunensis тем, что большеберцово-предплюсневое сочленение достигает вперед зрачка глаза, когда задняя конечность вытянута вдоль тела (vs.
достигая области между барабанной перепонкой и глазом); от M. minor по короткой голени, отношение TIB (длина большеберцовой кости) / длина тела
0,38-0,45 (против 0,49); пятки не соприкасаются, когда задние конечности согнуты, а бедра находятся под прямым углом к
ось тела (против встречи или перекрытия); боковые каймы присутствуют (отсутствуют).